# Estelí (departement)
Estelí is een departement van Nicaragua, gelegen in het noorden van het land. De hoofdstad is de gelijknamige stad Estelí.
Het departement bestrijkt een oppervlakte van 2230 km² en heeft 228.766 inwoners (2019).

## Gemeenten
Het departement is ingedeeld in zes gemeenten:
- Condega
- Estelí
- La Trinidad
- Pueblo Nuevo
- San Juan de Limay
- San Nicolás

Boaco · Carazo · Chinandega · Chontales · Estelí · Granada · Jinotega · León · Madriz · Managua · Masaya · Matagalpa · Nueva Segovia · Rivas · Río San Juan
Autonome regio's: Región Autónoma de la Costa Caribe Norte · Región Autónoma de la Costa Caribe Sur